# Sayed Perwiz Kambakhsh
Sayed Perwiz Kambakhsh (1985) is een Afghaanse student journalistiek die op 22 januari 2008 in het Noord-Afghaanse Mazar-i Sharif ter dood werd veroordeeld wegens vermeende godslastering, belediging van de islam, het verspreiden van anti-islamitische literatuur en het voeren van on-islamitische discussies. Deze doodstraf is op 21 oktober 2008 door het hooggerechtshof in Kabul omgezet in een gevangenisstraf van twintig jaar. In september 2009 heeft de toenmalige president van Afghanistan, Hamid Karzai, een pardon verleend aan Sayed Perwiz Kambaksh en is hij per direct vrijgelaten.

## Arrestatie en rechtszaak
Op 27 oktober werd Kambakhsh gearresteerd nadat bekend was geworden dat hij een artikel over de positie van vrouwen in de islam onder zijn medestudenten op de universiteit van Balkh had verspreid. Hij werd gearresteerd op verdenking van "belediging van de islam".
Op 22 januari 2008, na een proces achter gesloten deuren, werd Kambakhsh door een driekoppige rechtbank onder voorzitterschap van Wahab Fazeli veroordeeld tot de dood door ophanging. Volgens zijn familie werd Kambakhsh niet door een advocaat bijgestaan.
Na de uitspraak dreigde procureur-generaal Hafizullah Khaliqyar verslaggevers te arresteren die tegen de uitspraak zouden protesteren.
Een week later werd de uitspraak van de rechtbank in eerste aanleg bekrachtigd door de voorzitter van de Senaat (Meshrano Jirga) van Afghanistan, Sibghatullah Mojaddedi. Deze veroordeelde meteen ook de pogingen vanuit het buitenland om de uitspraak te vernietigen.

## Aanleiding
Het gewraakte artikel dat door Kambakhsh onder mede-studenten was verspreid bevatte onder meer de vraag waarom mannen wel vier vrouwen mogen hebben, maar vrouwen niet meer dan één man. Dit artikel was overigens niet van de hand van Kambaksh zelf, maar van een in Europa verblijvende Iraniër met het pseudoniem Arash Bikhoda. Volgens de International Federation of Journalists Asia-Pacific was het artikel afkomstig van de Iraanse website roxaneh.blogfa.com, waar men onder meer de oorsprong van de Koran en de positie van vrouwen onder de islam bediscussieert.

## Reacties
De internationale mediawaakhond Reporters Without Borders meldde "diep geschokt" te zijn door het doodvonnis en deed een beroep op president Hamid Karzai om in te grijpen "voor het te laat is".
De Tweede Kamer eiste op 23 januari dat minister Maxime Verhagen bij de Afghaanse ambassadeur namens Nederland bezwaar zou maken tegen het vonnis. Een dag later gaf de minister aan de Nederlandse ambassadeur in Kabul opdracht om de Afghanen duidelijk te maken dat Nederland principieel tegen de doodstraf is. De minister was op dat moment op werkbezoek in Damascus.
De broer van Kambakhsh, Sayed Yaqub Ibrahimi, zei dat de uitspraak "bijzonder oneerlijk" was en deed volgens Reuters een beroep op hulp van de internationale gemeenschap.
Volgens Jean MacKenzie is de arrestatie van Kambakhsh in wezen een dreigement aan het adres van diens broer Yaqub Ibrahimi, die artikelen had geschreven over misstappen van machtige personen in de provincie Balkh en daarbuiten.
Rhimullah Samandar, het hoofd van de Nationale Journalisten Unie in Kabul, zei dat Kambaksh was gevonnist in overeenstemming met artikel 130 van de Afghaanse grondwet. Dit artikel zegt dat als er met betrekking tot een bepaalde zaak geen wet bestaat, het hof moet beslissen in overeenstemming met de hanafi-jurisprudentie.
De provinciale procureur-generaal Sibghatullah Mojaddedi verdedigde in een interview met Radio Vrij Afghanistan de procesgang als "zeer islamitisch". "Dit was geen schending van mensenrechten of persvrijheid en evenmin een schending van de rechten van een journalist. Kambakhsh heeft de waarden van de islam geschonden. Het was geen journalistieke vergissing: hij heeft onze religie beledigd. Hij heeft de verzen van de Koran verkeerd geïnterpreteerd en dit geschrift verspreid. Alle oelema hebben dit veroordeeld."